# Гебо
| Название                  | Пра- германское | Древне- английское | Древне- английское |
| ------------------------- | --------------- | ------------------ | ------------------ |
| Название                  | *Gebō           | Gyfu               | Gār                |
| Название                  | «дар»           | «дар»              | «копьё»            |
| Форма                     | Старший футарк  | Футорк             | Футорк             |
| Форма                     |                 |                    |                    |
| Unicode                   | ᚷ U+16B7        | ᚷ U+16B7           | ᚸ U+16B8           |
| Транслитерация            | g               | ȝ                  | g                  |
| Транскрипция              | g               | ȝ, g               | g                  |
| МФА                       | [ɣ]             | [g], [ɣ], [ʎ], [j] | [g]                |
| Позиция в руническом ряду | 7               | 7                  | 33                 |

Ге́бо (ᚷ) — седьмая руна старшего и англосаксонского футарка.
В старшем футарке называется Гебо, от прагерманского *gebō — «дар». Означает звуки [g] и [ɣ].
В англосаксонском футарке называется Gyfu, что на древнеанглийском «дар», может означать звуки [g], [ɣ], [j], и, возможно, [x] и [gʲ]. Так, от неё происходит англосаксонская руна ᚸ (от др.-англ. gar — «копьё»), которая означает звук [gʲ].

## В рунических поэмах[1]
Из-за отсутствия этой руны в младшем футарке и не дошедших до нас других рунических поэмах, про неё есть упоминание лишь в одной рунической поэме — англосаксонской.
| Оригинал | Перевод | Альтернативный перевод                                              |
| --- | --- | ------------------------------------------------------------------- |
| Giefu gumena biþ · gleng ond herenes, wráþu ond weorþscipe · ond wræcne gehwám ár ond ætwist, · þe biþ óþre léas. | Дар для людей — честь и хвала, поддержка и почет, и бродяге любому милость и средства к существованию, которых иначе он лишен. | Дар, врученный нуждающемуся, приносит доверие, почёт и достоинство. |